# Piedras rúnicas de Hagby

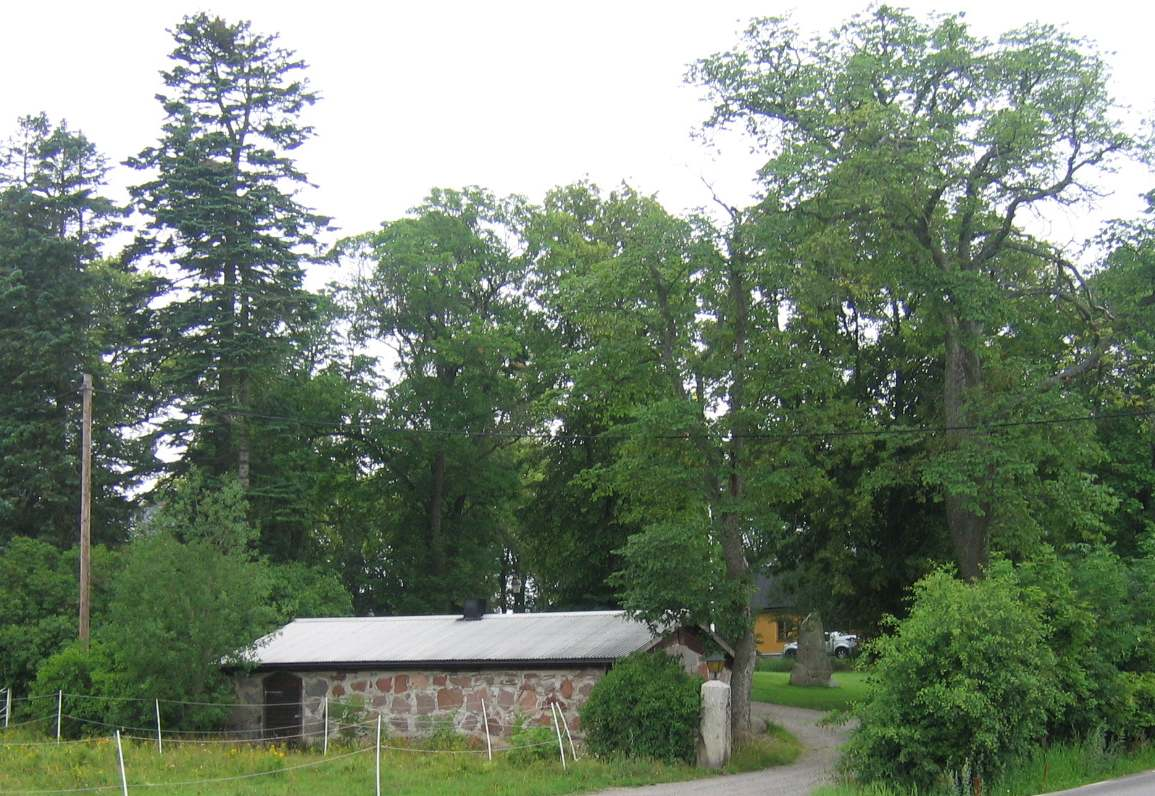
Panorámica de la hacienda Hagby. La piedra rúnica U 153 se puede ver a la entrada.

Las piedras rúnicas de Hagby son un conjunto de cuatro estelas rúnicas que datan del siglo XI y se encuentran en el patio de la granja Hagby perteneciente al municipio de Täby en Uppland, Suecia. Su inscripción en nórdico antiguo está grabada con caracteres del futhark joven. Tres de las piedras (U 153, U 154 y U 155) fueron erigidas en memoria de varegos que murieron en algún lugar del este, probablemente en Rus de Kiev.
Fueron descubiertas en 1929/30 entre los cimientos de los muros de la granja Litzby, que se encontraba a unos pocos cientos de metros de Hagby, pero que se destruyó en un incendio en la década de 1880. Las piedras también sufrieron el incendio y se fragmentaron, pero fue posible recomponerlas a partir de los 120 fragmentos resultantes, y las cuatro piedras que actualmente se encuentran en el patio.
Hay más piedras rúnicas en la propiedad Hagby: U 143, de las que se trata en el artículo Piedras rúnicas U 101, U 143 y U 147, y U 148, de la que se habla en el artículo piedras rúnicas de Jarlabanke.

## U 152
Esta piedra rúnica fue erigida por una dama llamada Holmfríðr que había perdido a su marido Björn y a su hijo Sighvatr. La inscripción se clasifica dentro del estilo Pr4, también conocido como estilo Urnes. Este estilo de las piedras rúnicas se caracteriza por presentar en su decoración animales estilizados con largas extremidades entrelazadas. Las cabezas de los animales se representan de perfil y poseen ojos estrechos y almendrados y sobre su nariz y cuellos tienen apéndices rizados.
Transliteración
× hulmfriR × -it --isa × istain × þina × iftiR × biarn × buanta isin × auk × iftiR × isikat (s)un isin ×
Transcripción al nórdico antiguo
Holmfriðr [l]et [ræ]isa stæin þenna æftiR Biorn, boanda sinn, ok æftiR Sighvat, sun sinn.
Traducción
Holmfríðr mandó erigir esta piedra en memoria de Bjôrn, su marido y en memoria de Sighvatr, su hijo.

## U 153
Esta piedra rúnica fue erigida por los mismos Sveinn y Ulfr de la piedra U 155, que es probablemente la otra piedra rúnica mencionada en la inscripción. Encargaron erigirlas en memoria de sus hermanos Halfdan y Gunnarr que murieron en algún lugar del este, sirviendo como varegos. Se ha sugerido que las palabras que hay tras este pudieran decir en Grecia o en Garðar (Kiev)," pero la ruptura de la piedra destruyó la posibilidad de leer estas runas. Esta estela se clasifica en el estilo Pr3, que también pertenece al estilo Urnes.
Transliteración
...[(u)](a)i- × [(a)]uk × ulf- litu × raisa × stai-(a) × e(f)tiR × hlftan * auk * eftiR × kunar × bryþr × sina × þaiR * antaþus × aust... ...(u)m
Transcripción al nórdico antiguo
[S]væi[nn] ok Ulf[R] letu ræisa stæi[n]a æftiR Halfdan ok æftiR Gunnar, brøðr sina. ÞæiR ændaðus aust[r] ...
Traducción
Sveinn y Ulfr mandaron erigir las piedras en memoria de Halfdan y en memoria de Gunnarr, sus hermanos. Ellos encontraron su final en el este ...

## U 154
Esta piedra rúnica también se erigió en memoria de varegos que murieron en algún lugar del este, pero se refieren a personas diferentes que las estelas anterior y posterior. U 154 se clasifica dentro del estilo Pr3.
Transliteración
[þ(o)]...r × lit × rai... ... ...fast * auk × at × (k)aiRbiarn × bruþ- ... ...i(R) * (t)o a(u)s... ×
Transcripción al nórdico antiguo
... let ræi[sa] ... ...fast ok at GæiRbiorn, brøð[r] ... [þæ]iR dou aus[tr].
Traducción
... mandaron erigir ... ...-fastr y en memoria de Geirbjôrn, (sus) hermanos ... Ellos murieron en el este.

## U 155
Esta piedra rúnica fue erigida por los mismos Sveinn y Ulfr que la U 153. En esta piedra se añaden los nombres de  Örn y Ragnfríðr, los padres de los cuatro hermanos.
Transliteración
...n × auk × ulfr litu × rai(s)(a) sta... ... ... ...na × þaiR × uaru × suniR × arnar × auk × raknfriþar ×
Transcripción al nórdico antiguo
[Svæi]nn ok UlfR letu ræisa stæ[ina æftiR brøðr si]na. ÞæiR vaRu syniR ArnaR ok RagnfriðaR.
Traducción
Sveinn y Ulfr mandaron erigir las piedras en memoria de sus hermanos. Ellos fueron los hijos de Ôrn y Ragnfríðr.